# El Paraíso (Peru)

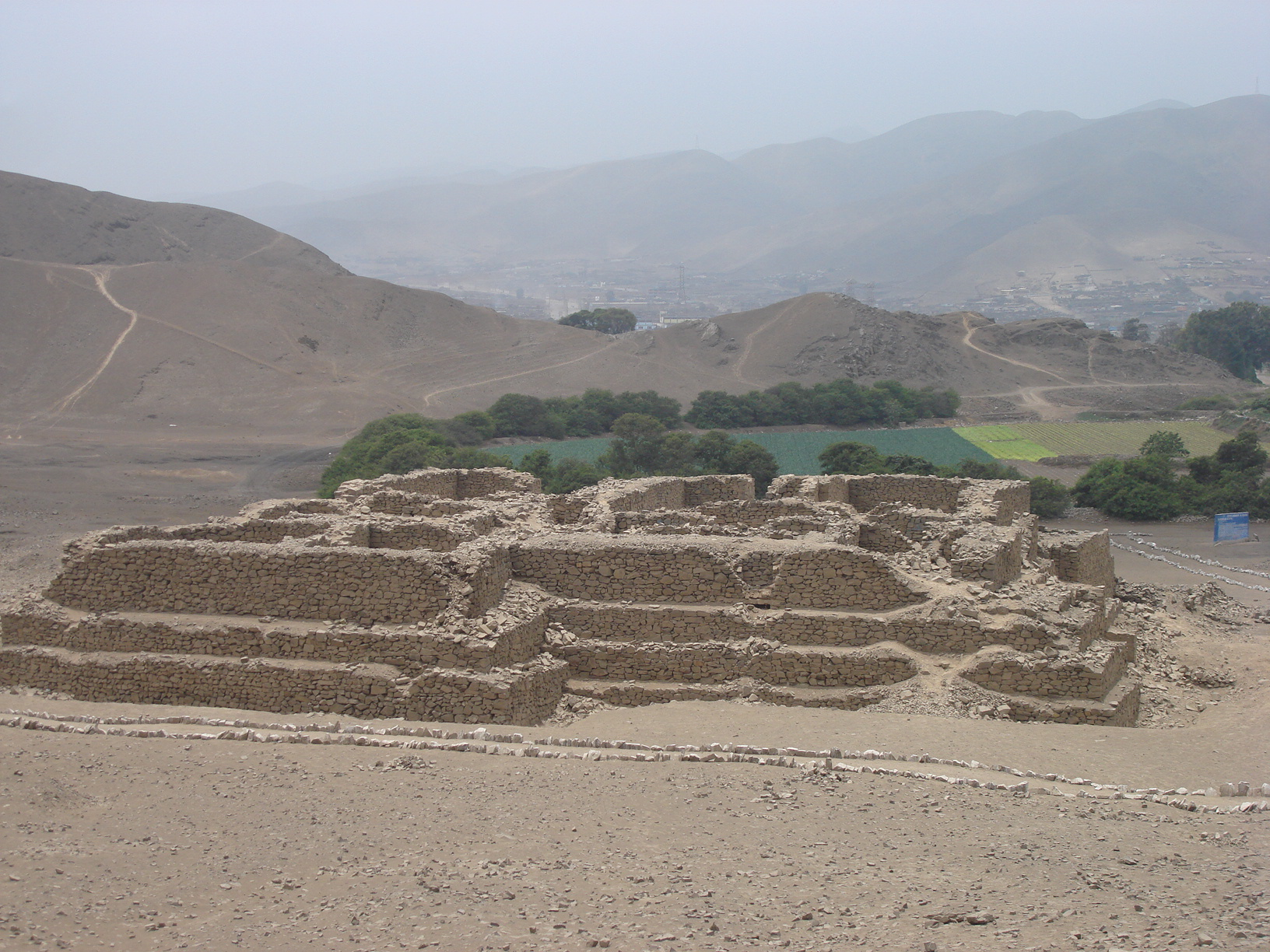

El Paraíso ist eine archäologische Fundstätte aus der Vor-Keramik-Zeit (3500–1800 v. Chr.) wenige Kilometer nördlich von Lima, Peru.
Im Jahre 2013 kam es zu massiven Zerstörungen.